# Mario Gareña
Mario Gareña, de son vrai nom Jesús Arturo García Peña, né le 25 septembre 1932 à Barranquilla et mort le 25 août 2021 à Salt Lake City, est un chanteur et compositeur colombien. Il est l'un des plus grands artistes de musique cumbia, auteur notamment du classique : Yo me llamo cumbia.

## Biographie
Né le 25 septembre 1932 à Barranquilla, Mario Gareña commence sa carrière en 1951 en faisant partie de l’orchestre du français Sebastian Solari à Cali. Il participe ensuite à l’Orquesta Sonolux de Medellín. Dans les années 1960, Gareña s'installe à Bogota, où il connait une carrière prospère comme chanteur et homme de spectacle dans différents établissements nocturnes, mais aussi dans les émissions musicales à la télévision. Il est également acteur avec sa participation à des films comme Mares de pasión (1961) et Cumbia (1971).
En 1966, il est élu le chanteur le plus populaire de Colombie par Caracol Radio. En 1969, il enregistre son succès le plus connu, Yo me llamo cumbia sur le label Polydor, cette chanson est rapidement reprise par Leonor González Mina. En 1970, il représente la Colombie au Festival latino-américain de la chanson à New York et remporte la première place avec la balade Te dejo la ciudad sin mí qui est ensuite reprise par Los Ángeles Negros. Il s'illustre aussi dans d'autres genres de la musique colombienne : le joropo avec Cimarrón ; la musique andine avec Yo soy el señor bambuco ou le boléro avec Más ganas de ti. En 1978, il enregistre un autre de ses grands succès, Raza, qui dénonce déjà des comportements racistes envers les afro-descendants. La reprise de ce titre par les Billo’s Caracas Boys va en faire un grand succès aussi bien en Colombie qu'au Venezuela.
Dans les années 1980, il participe à de nombreuses émissions télévisées en tant que chanteur, mais aussi comme acteur dans la télénovela Oro. Fort de son succès, il décide de se présenter à l'élection présidentielle de 1990, mais sa campagne désordonnée et son absence de programme le mène à un échec cinglant avec seulement 2 411 suffrages. Déçu, il abandonne la musique et part s'installer à Salt Lake City. Il meurt des suites d'une chute à son domicile le 25 août 2021.